# Долар на Тринидад и Тобаго
Вижте пояснителната страница за други значения на долар.
Доларът на Тринидад и Тобаго (на английски: Trinidad and Tobago dollar) е валутата на Тринидад и Тобаго. Обикновено се съкращава със знака за долар ($), или алтернативно TT $, за да се разграничи от други валути, деноминирани в долари. Той се подразделя на 100 цента. Центите се съкращават със знака цента (¢), или TT ¢, за да се разграничат от другите валути, които използват центове. Валутите на предшествениците му са тринидадският долар и тобагонският долар.

## История
Историята на валутата в бившата британска колония Тринидад и Тобаго отблизо следва историята на британските източнокарибски територии като цяло. Първата използвана валута е испанският долар, известен още като „парчета от осем“, които са в обращение през 16 век. Предложенията за създаване на банки в Западна Индия, насочени към собствениците на земи, са направени през 1661 г. от британското правителство, а през 1690 г. от сър Томас Далби. Въпреки това и обявяването на кралица Ан от 1704 г., което донася златния стандарт в Западна Индия, сребърните парчета от осем (испански долари, а по-късно и мексикански долари) продължават да оформят основна част от циркулиращата валута точно през втората половина на XIX век.
От 1949 г. с въвеждането на британския долар на Западна Индия валутата на Тринидад и Тобаго става официално обвързана с тази на британските територии на Източния Карибски басейн. През 1955 г. монети са въведени, когато доларът е дециализиран. През 1964 г. Тринидад и Тобаго въвеждат свой долар. Между 1964 и 1968 г. доларът на Тринидад и Тобаго е използван и в Гренада като законно платежно средство, докато Гренада не се присъединява отново към общите валутни споразумения на източнокарибския долар. Доларът на Тринидад и Тобаго и източнокарибският долар са последните две валути в света, които запазват старата оценка на един паунд, която е равна на четири долара и осемдесет цента, според златния суверен на Осемте части. И двете валути прекратяват тази връзка в рамките на няколко седмици една след друга през 1976 г. След въвеждането на ДДС през 1989 г. доларът преминава от фиксиран курс към управляван плаващ режим.

## Монети
В обращение са монети от 5, 10, 25 и 50 цента, както и банкноти от 1, 5, 10, 20, 100 долара. Монетите от 1 цент са изтеглени от обращение в периода от 1 април до 2 юли 2018 г., а от 3 юли 2018 г. загубват и законното си платежно средство.

## Банкноти
На 14 декември 1964 г. Централната банка на Тринидад и Тобаго въвежда банкноти от 1, 5, 10 и 20 долара. Нови купюри под формата на банкноти от 50 и 100 долара са изведени от обращение на 6 юни 1977 г. Настоящите банкноти са от 1, 5, 10, 20, 50 и 100 долара.